# Majit Gafuri
Majit Gafuri, pseudonimo di Gabdelmazhit Nurganievich Gafurov baschiro: Мәжит Ғафури, in russo Габдельмажи́т Нургани́евич Гафу́ров? (Zilim-Karanovo, 20 luglio 1880 – 28 ottobre 1934), è stato un poeta, scrittore e drammaturgo sovietico di etnia baschira-tartara.

## Biografia
Gafuri è nato in una famiglia di insegnanti, Nurgani e Marziya Abdulmenev, di lingua tatara, nel villaggio di Zilim-Karanovo, ora distretto di Gafuriysky, Baschiria. Era quinto di sei figli: i fratelli maggiori Nurislam e Magadi, le sorelle Fatima e Safiya, e il fratello minore Ahsan.
Dopo aver lavorato negli scavi di Därdemänd e aver insegnato ai bambini kazaki nella steppa, ha studiato alla madrasa di Kazan', poi a Galia madrasah ad Ufa.
Pubblicò per la prima volta nel 1902, e la maggior parte dei suoi versi pre-rivoluzionari furono delle poesie anti-religiose. Dopo la rivoluzione del 1917 e la guerra civile russa, la maggior parte delle sue poesie fu dedicata alla lotta contro lo zarismo.